# Lugoj
Lugoj (pronunciación en rumano [luˈɡoʒ], en húngaro: Lugos) es una ciudad con estatus de municipiu de Rumania, perteneciente al distrito de Timiș.

## Historia
Una vez que se firmó el Tratado de Passarowitz el 21 de julio de 1718, los turcos fueron expulsados. Posteriormente, la monarquía de los Habsburgo quiso repoblar el Banat, que se había vaciado en gran medida tras los años de ocupación y la anterior peste bubónica. El gobierno reclutó a alemanes de Baviera, Suabia, Alsacia y Lorena -luego conocidos como suabos del Banato-, en particular a los agricultores para reactivar la agricultura en la llanura aluvial. Los alemanes viajaron por el río Danubio en barcos hasta esta zona. Posteriormente desmontaron las balsas para usarlas en la construcción de sus primeras casas. En esta zona, los primeros colonos alemanes se asentaron en la margen izquierda del río Timiș alrededor del año 1720, creando lo que se llamó el "Lugoj alemán". El gobierno los había atraído con la posibilidad de conservar su lengua y religión alemanas; la mayoría eran católicos.

## Geografía
Se encuentra a una altitud de 122 m sobre el nivel del mar, a unos 504 km de la capital, Bucarest.

## Demografía
Según estimación 2012 contaba con una población de 46 711 habitantes.
| 1948   | 1956   | 1966   | 1977   | 1992   | 2002   | 2012   |
| 26 707 | 30 252 | 35 364 | 44 537 | 50 939 | 44 636 | 46 711 |